# Halorhabdus
A Halorhabdus a Halobacteriaceae családba tartozó archea nem. Az archeák – ősbaktériumok – egysejtű, sejtmag nélküli prokarióta szervezetek.

## Leírása
A Halorhabdus utahensis egy motilis, Gram-negatív, extrém halofil (sókedvelő) Archaea. Vörös, kör alakú telepeket alkot. 17 és 55 °C között nő, a növekedéséhez az optimális hőmérséklet  50 °C. Képes az 5.5–8.5 pH tartomány felett is nőni, optimális érték 6.7-7.1 pH. Környezetének optimális sótartalma 27% NaCl, a Halorhabdusnak van az egyik legmagasabb optimális sótartalma az élőlények között. A  Halorhabdus utahensis sejtjei extrém pleomorfak, lehet bármilyen a szabálytalan gömbtől, vagy ellipszoidtól, a háromszögig, esetleg bunkó vagy pálcika alakú. A pálcika és az ellipszoid sejtek 2-10 * 0.5-1 µm és 1-2 * 1 µm méretűek, a gömb alakúak körülbelül 1 µm. Csak korlátozott tartományban használ szubsztrátokat a növekedéséhez: glükóz, xilóz és fruktóz. És egyedülállóan nem képes hasznosítani az élesztő kivonatot vagy a peptont. Más anyagok nem ösztönzik a növekedését, belevéve a következő anyagokat: élesztőkivonat, pepton, szerves savak, aminosavak, alkoholok, glikogén, és keményítő.

## Genom szerkezete
Genomját 2014 augusztusában szekvenálták. A DNS-nek becsült G+C tartalma 64%.

## Ökológia
A Halorhabdus utahensist izolálták a Nagy-Sóstóban, az USA Utah államában.

### Tudományos folyóiratok
- Waino M, Tindall BJ, Ingvorsen K (2000). „Halorhabdus utahensis gen. nov., sp. nov., an aerobic, extremely halophilic member of the Archaea from Great Salt Lake, Utah”. Int. J. Syst. Evol. Microbiol. 50, 183–190. o. DOI:10.1099/00207713-50-1-183. PMID 10826803.
- Euzeby JP, Boemare NE (2000). „The modern Latin word rhabdus belongs to the feminine gender, inducing necessary corrections according to Rules 65(2),12c(1) and 13b of the Bacteriological Code (1990 Revision)”. Int. J. Syst. Evol. Microbiol. 50 (4), 1691–1692. o. DOI:10.1099/00207713-50-4-1691. PMID 10939678.
- Oren A, Ventosa A (2000). „International Committee on Systematic Bacteriology Subcommittee on the taxonomy of Halobacteriaceae. Minutes of the meetings, 16 August 1999, Sydney, Australia”. Int. J. Syst. Evol. Microbiol. 50, 1405–1407. o. PMID 10843089.

### Tudományos könyvek
- Gibbons, NE.szerk.: RE Buchanan and NE Gibbons, eds.: Family V. Halobacteriaceae fam. nov., Bergey's Manual of Determinative Bacteriology, 8th, Baltimore: The Williams & Wilkins Co. (1974. március 20.)

### Tudományos adatbázisok
- NCBI rendszertani oldal ehhez a taxonhoz: Halorhabdus
- Keresés a Tree of Life rendszertani oldalain erre: Halorhabdus
- Keresés a Species2000 oldalain erre: Halorhabdus
- Halorhabdus a MicrobeWikin
- LSPN oldal ehhez: Halorhabdus